# Буллок, Арчибальд
Арчибальд Буллок (англ. Archibald Bulloch) (1 января 1730 — 22 февраля 1777) — американский юрист, военный и политик, который стал первым губернатором штата Джорджия (1776—1777). Он родился в Южной Каролине в семье шотландских эмигрантов, переехал в Джорджию, был членом колониальной Ассамблеи в 1768 году, поддержал Американскую революцию и был президентом 1-го и 2-го провинциальных конгрессов. В 1775 году он стал делегатом Второго континентального конгресса, но покинул его до подписания Декларации независимости. В начале 1776 года он участвовал в сражениях с англичанами в Джорджии, а 20 июня стал первым президентом штата Джорджия и первым главнокомандующим Джорджии. 20 февраля 1777 года с принятием первой конституции Джорджии он стал губернатором. Вскоре он умер по неизвестной причине. Буллок был предком Марты Буллок, матери президента Теодора Рузвельта.

## Ранние годы
Буллок родился в колониальной провинции Южная Каролина, в городе Чарльстоне. Его отец Джеймс Буллок переехал в колонию из Шотландии в 1720-х годах. Его мать Джин Стобо была дочерью пуританского проповедника, Преподобного Арчибальда Стобо. Буллок учился в Чарльстоне, где стал юристом и участвовал в политической жизни колонии. В 1757 году он стал лейтенантом южнокролинского пехотного полка. В 1758 году вся семья Буллоков переехала в Джорджию. В октябре 1764 года Буллок поселился в Саванне, где 9 октября 1764 года женился на Мэри Де Во, дочери судьи и землевладельца Джеймса Де Во. Он снова включился в политическую жизнь и вскоре стал лидером Партии Свободы (Liberty Party), которая протестовала против политики британского колониального правительства. Во время выборов в Ассаблею колонии в 1768 году семь членов этой партии прошли в Ассамблею, и Буллок в их числе.